# Pøt Mølle
Pøt Mølle er en vandmølle, beliggende i kuperet terræn ved Granslev Ådal og omkranset af Frijsenborgskovene nordøst for Hammel. Den blev først etableret som kornmølle, men har gennem tiderne haft skiftende erhverv og er i dag traktørsted.
I 1300-1400-tallet ejedes Pøt Mølle af biskoppen fra den katolske kirke i Aarhus, men efter reformationen i 1536, blev den katolske kirke forbudt og kongen overtog derfor møllen, for derefter at sælge den til herremand Parsberg på gården Jernit. Jernit var en stor gård, der lå dér hvor Frijsenborg Slot er i dag. I 1800-tallet blev møllen drevet som savværksmølle og møllesøen blev brugt til dambrug under Frijsenborg Slots indflydelse.
Man udvandt okker i 1850 og ti år senere blev der sat fisk ud i mølledammen. Da greve Mogens Frijs døde i 1923, gik det hele i stå og inden længe var der ikke mere erhverv på møllen. Nogle år senere benyttedes det som udflugtssted og i 1933 åbnede Pøt Mølle som traktørsted og fungerede indtil 1. maj 1954, hvor det nedbrændte og efterfølgende måtte genopbygges.
Den trelængede møllegård er opført omkring 1890, men selve møllebygningen er en nøjagtig kopi af den gamle bygning, der brændte i 1954. Den er opført med gamle materialer fra en fynsk vandmølle og sokkel af kampesten, der stammer fra det gamle Frijsenborg Slot og på Wedellsborg havde man en masse egetømmer fra en gammel lade liggende, der blev anvendt som byggematerialer. Stedet åbnede igen ved begyndelsen af sommersæsonen. I 1976 blev Pøt Mølles store sal ombygget til fire hotelværelser.
Tunneldalen Granslev Ådal og skovene omkring Pøt Mølle byder på et rigt naturliv. Ådalen er hjemsted for mange insektarter og i skovene er der bl.a. vildsvin og usædvanligt høje Sitkagran på 45 m og 90 år gamle.
Møllen ligger i bunden af 2 store bakker, hvoraf den sydgående bakke stiger 59 m over en længde på 600 m og har en gns. stigning på 9,8%, hvilket er stejlt efter danske vejforhold. Den nordgående bakke stiger 44 m over en længde på 725 med en gns. stigning på 6,1% og bakkerne er derfor en yndet udfordring for cykelryttere.